# Sehn
Sehn est un village du Cameroun situé dans la commune de Ndu. Il est rattaché au département du Donga-Mantung, dans la région du Nord-Ouest.

## Géographie
Sehn est situé au sud-est de la commune de Ndu, entre les villages de Manntumbo, Samsi et Ntumbaw.

## Climat
Le climat, de type soudano-guinéen, est marqué par deux saisons et une pluviométrie unimodale. Durant la saison sèche, de novembre à mi-mars, les précipitations sont moindres, en particulier pendant les mois de janvier et février où les précipitations atteignent des valeurs proches de zéro. Pendant la saison des pluies, les précipitations dépassent parfois 400 mm par mois, en particulier en juillet, août et septembre. Chaque année, les précipitations vont de 1 300 à 3 000 mm, avec une moyenne de 2 000 mm.

## Population
En 1970, Sehn fut recensé avec le village de Ndu.
Le Bureau central des recensements et des études de population (BCREP) a réalisé un recensement en 2005 qui évaluait à 1 864 le nombre d'habitants; ce chiffre inclut 868 hommes et 996 femmes.
Sehn est une des 10 chefferies du clan Wiya. Les gens de Njimnkang et de Sehn se sont installés d'abord à un endroit entre Ndu et Sop appelé Mankeng avant de se déplacer vers leurs lieux actuels.

## Économie
Plus de 90 % des villageois de la commune de Ndu vivent de l’agriculture. La diversité des sols de la région permet de cultiver une grande variété de produits. Ainsi on peut trouver de la culture d’huile de palme et de riz en basse altitude et des plantations de pomme de terre irlandaise en haute altitude. Les autres cultures fréquentes incluent le thé, l’huile de palme, les plantations de café, de riz, de maïs, de haricots, de pommes de terre, d'ignames ainsi que de bananes plantains. Divers systèmes de production agricole sont employés, parmi lesquels la jachère, la culture mixte, la monoculture, la culture continue et l'agriculture commerciale.
L’élevage est une activité structurante de la commune. Les bovins, chevaux, chèvres, moutons et volailles y sont nombreux.

## Système éducatif
Le village comprend une école primaire, la GS Sehn.

## Accès à l’électricité
En 2011, le village n'a pas accès à l’électricité.

## Réseau routier
Sehn est relié à Ndu, Njilah, Wowo et Ntumbaw.